# Museo del Pueblo de Asturias
El Museo del Pueblo de Asturias (en asturiano Muséu del Pueblu d'Asturies), también conocido como simplemente Pueblo de Asturias, es un museo español que tiene por misión  conservar y difundir la memoria del pueblo asturiano. Sus fondos están integrados por amplias colecciones de etnografía, fotografía, documentación e instrumentos musicales. Forma parte de la red de museos etnográficos de Asturias.
El Museo del Pueblo de Asturias, anteriormente denominado Museo Etnográfico del Pueblo de Asturias, ocupa un recinto de 35 000 m2 ubicado en la ciudad de Gijón. Se creó en 1968 por iniciativa del Ayuntamiento y la Cámara de Comercio, Industria y Navegación de Gijón, inspirándose en los museos etnográficos al aire libre que existían en Europa desde finales del siglo XIX. Comenzó a formarse con algunos hórreos y paneras de los siglos XVII al XIX trasladados desde las parroquias de Veriña y San Andrés de los Tacones, llevaron al museo dos casas hidalgas: la casa de los Valdés o del Tamborín (Candás, siglo XVII) y la casa de los González de la Vega (Serín, Gijón, 1757). También se construyeron una casa campesina, un mazo para trabajar el hierro, un lagar de sidra y una bolera para la modalidad de “cuatreada”. Su primer director fue Luis Argüelles.
El museo, ideado originalmente por Luis Adaro, y con la ayuda entusiasta de Ignacio Bertrand fue posible gracias a las aportaciones de particulares, empresas e instituciones que ofrecieron diversas aportaciones: Uninsa regaló horreos y paneras procedentes de las expropiaciones de los terrenos para su instalación; Bonifacio Lorenzo Somonte, una casa de pastores, procedentes de Cangas de Onís. Se plantaron 150 árboles.
Tras una etapa de semiabandono, la Fundación Municipal de Cultura asumió su gestión en 1985, afrontando un programa de reformas y una intensa política de adquisición de fondos. En 1992 se instaló el Museo de la Gaita en la casa de los González de la Vega y en 1994 se trasladó al recinto el Pabellón de Asturias de la Exposición Universal de Sevilla de 1992.
En 1998, se elaboró un plan museológico en el que participó un equipo multidisciplinar que estableció las futuras líneas de actuación del museo. En función de este plan se redistribuyeron sus espacios y contenidos, configurándose sus dos áreas actuales: área expositiva (Pabellón Expo’92, Casa de los González de la Vega, Casa de los Valdés, pabellones de aperos y construcciones rurales) y área de entretenimiento y ocio (tendayu, anfiteatro, bolera). 

## Colección

### Museo de la Gaita

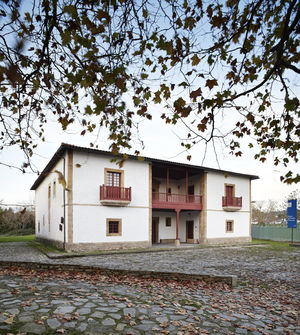

El Museo de la Gaita fue fundado por el Ayuntamiento de Gijón en 1966 en el antiguo Real Instituto Jovellanos con el objetivo de dar a conocer la gran diversidad de gaitas utilizadas en el mundo, así como las melodías, danzas y tradiciones existentes en torno a este instrumento. La colección se fue incrementando gracias a la labor de su primer director, Rafael Meré, y en 1974 se trasladó al Museo del Pueblo de Asturias. Desde 1992 tiene su sede en la Casa de los González de la Vega. Hoy, el Museo de la Gaita se ha convertido en la sección de música e instrumentos tradicionales del Museo del Pueblo de Asturias y tiene como finalidad la investigación, conservación y difusión del patrimonio musical asturiano.
La colección del museo se presenta al público en cuatro salas. En las dos primeras se exponen las gaitas tradicionalmente usadas en distintos países de Europa, del norte de África y del Oriente Próximo.
La tercera sala, dedicada a la gaita asturiana, explica al público sus características, su proceso de construcción y sus usos en la sociedad tradicional y en nuestro tiempo. En la cuarta sala se muestran los restantes instrumentos musicales asturianos: desde los panderos, castañuelas, cuernos y flautas de construcción popular, hasta los modernos instrumentos industriales y mecánicos que, como el acordeón y el organillo, se introdujeron en el siglo XIX y modificaron el paisaje sonoro de Asturias.

#### Archivo de la música tradicional
Esta colección se complementa con una fonoteca de música tradicional asturiana cuyos fondos, en los distintos soportes conocidos, se han venido adquiriendo desde los años setenta. En ellos se recoge la historia de la música tradicional grabada en Asturias, desde los cilindros de fonógrafo hasta los soportes digitales, pasando por los discos de pizarra, los discos de vinilo y las cintas magnetofónicas.
Cabe destacar, como elementos más sobresalientes de esta fonoteca, la colección de discos de vinilo reunida por Rafael Meré entre 1970 y 1975, con músicas de gaita e instrumentos afines de todo el mundo, la colección de discos de pizarra donde se recogen las interpretaciones de gaiteros como Candolías, el Gaitero de Libardón, José la Piedra y Marcelo del Fresno; y la colección de vinilos a 33 y 45 rpm de los años sesenta y setenta, con una amplia muestra de intérpretes de tonada.

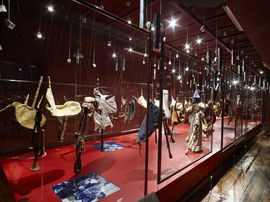
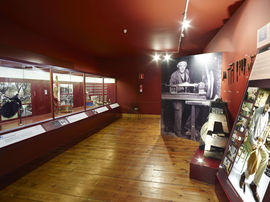
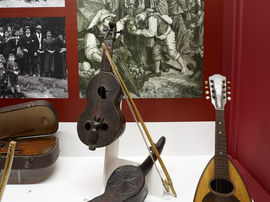
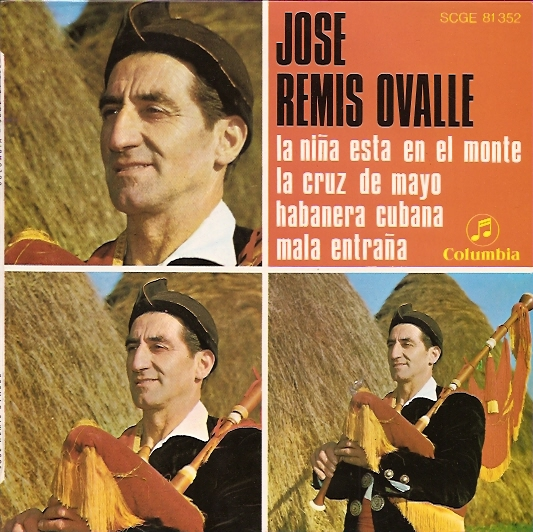

### Colección museográfica

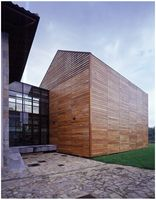

La colección museográfica está formada por objetos representativos de todos los ámbitos de la vida cotidiana de Asturias, producidos a lo largo del siglo XIX y la primera mitad del XX. Aunque la mayor parte de esta colección está ligada al medio rural, también refleja la evolución de la sociedad asturiana a través de materiales de procedencia fabril.
- Equipamiento doméstico. Utensilios para cocinar, preparar alimentos, cocinar, servir, comer y beber.
- Mobiliario. Camas, arcas, sillas, tayuelos, vasares, mesas, etc.
- Agricultura. Aperos preindustriales e industriales.
- Ganadería. Utensilios empleados para la cría de vacas, ovejas, caballerías, gallinas y abejas.
- Caza y pesca. Cepos, chuzos, trampas, nasas, fisgas, boyas, etc.
- Indumentaria y complementos para vestir.
- Oficios tradicionales. Herramientas empleadas por madreñeros, torneros, carpinteros, herreros, curtidores, cesteros, etc.
- Industrias domésticas. Utensilios empleados para la elaboración de vino, sidra, pan, queso, manteca, matanza, industria textil, etc.
- Industrias alimenticias. Envases de conservas de carne, pescado, dulces y otros productos. Botellas de vino, sidra, gaseosa, refrescos, licores, etc.
- Medios de transporte. Carros del país, narrias, aparejos de caballería, etc.
- Pesos y medidas. Copines, fanegas, pucheras, canadas, etc.
- Música. Gaitas, instrumentos tradicionales asturianos y colección de grabaciones de música tradicional asturiana en sus diversos soportes históricos.
- Objetos de ocio. Juguetes infantiles y juegos tradicionales.
- Religiosidad popular. Exvotos de era, relicarios, amuletos, detentes, escapularios, rosarios, etc.

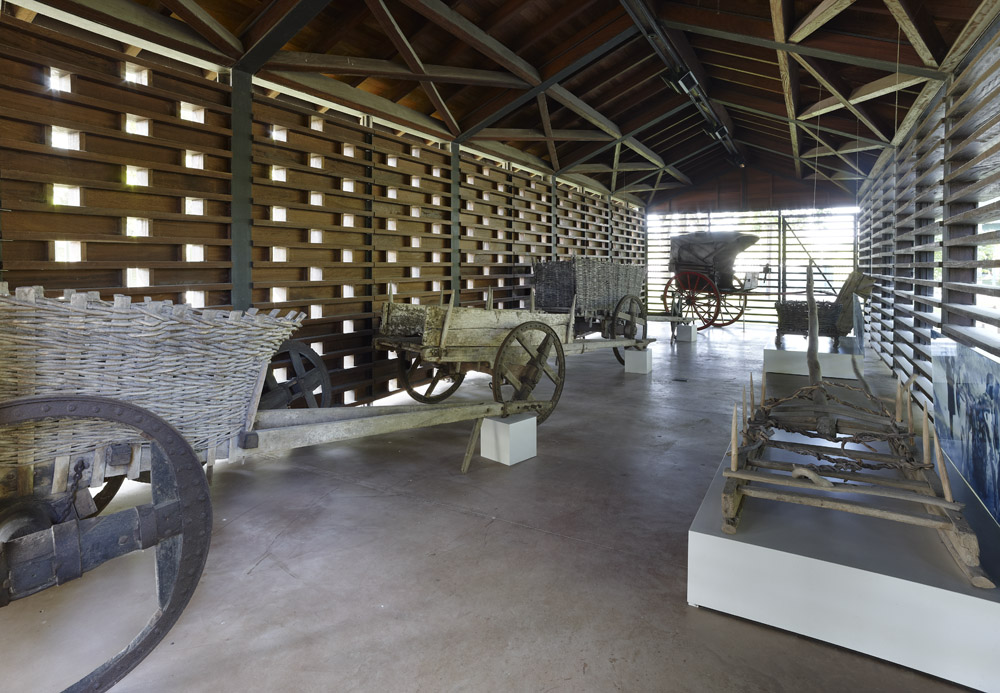
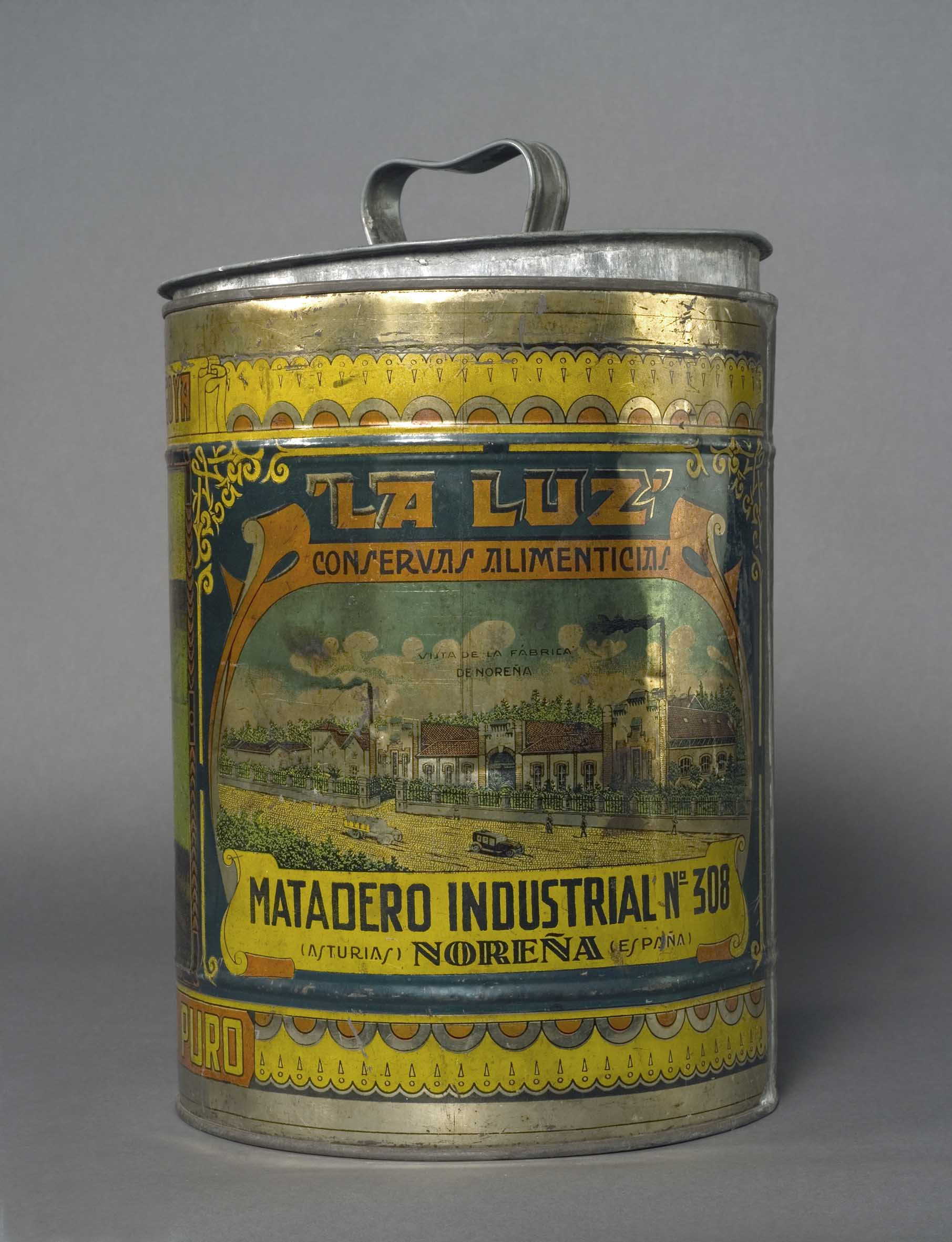
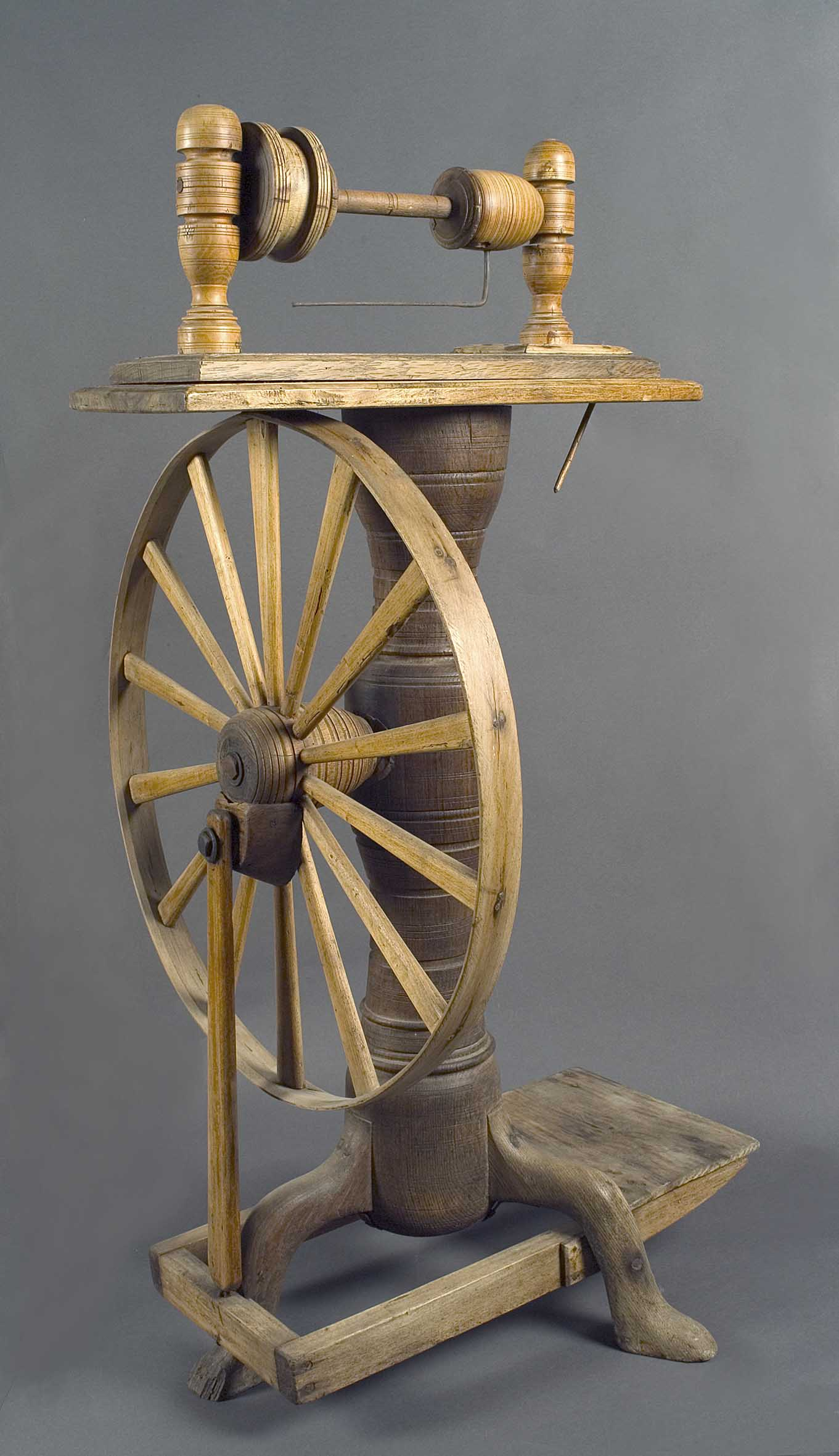
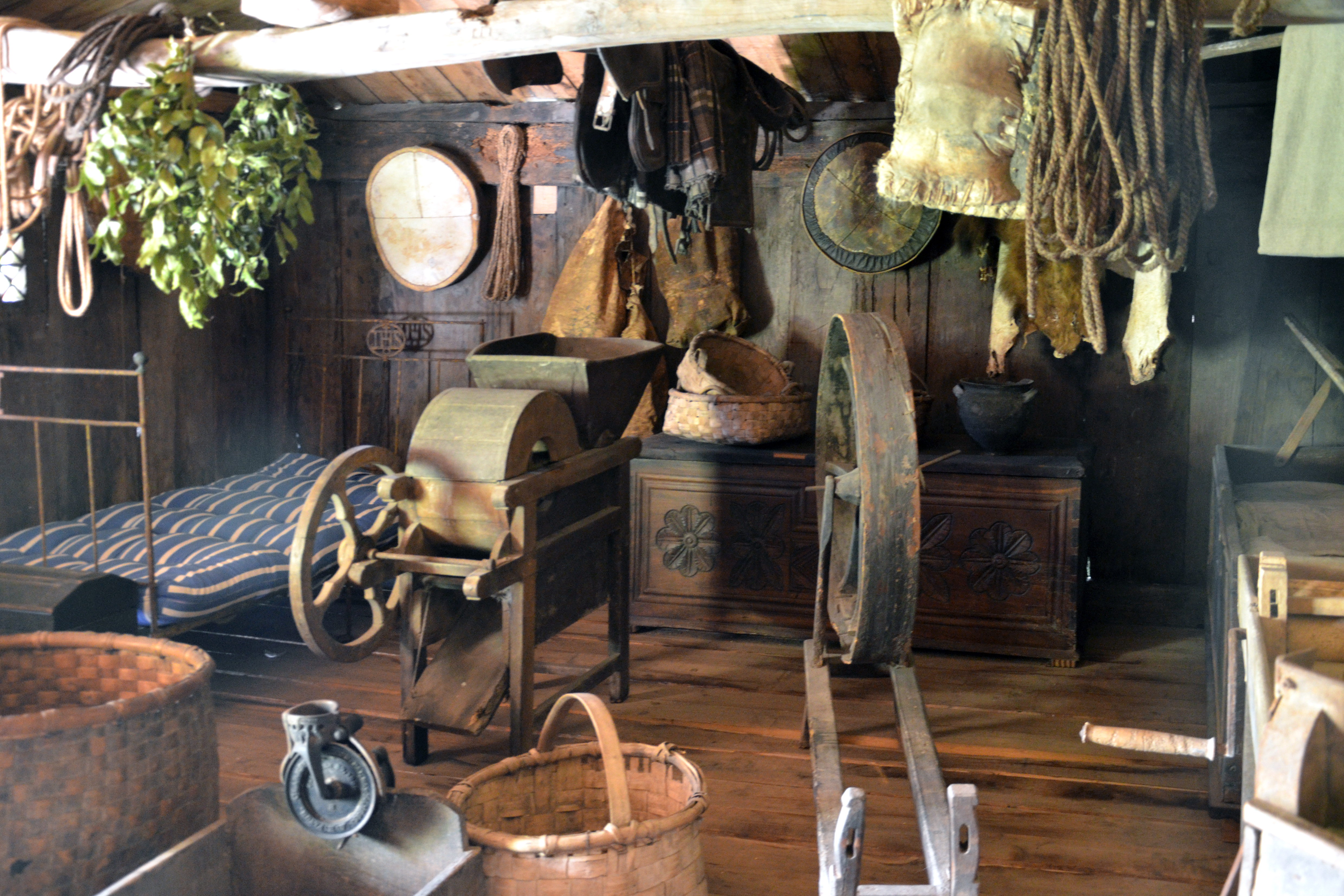
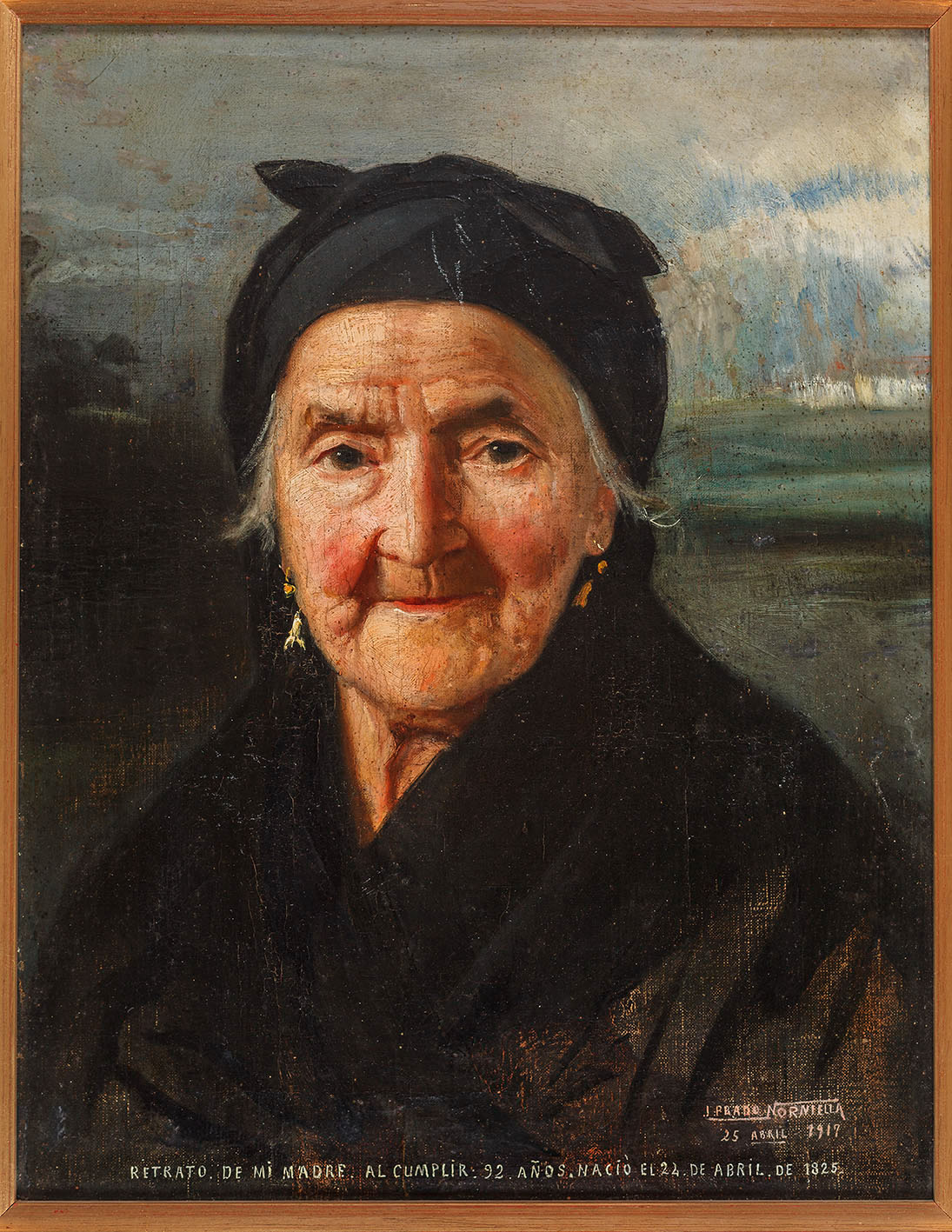

### Fototeca de Asturias

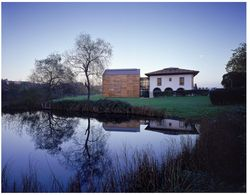

El museo creó en 1992 la Fototeca de Asturias con el fin de buscar y adquirir archivos y colecciones de fotografía. La Fototeca de Asturias se ubica en la Casa de los Valdés y reúne el conjunto de fondos y colecciones fotográficas del Muséu del Pueblu d’Asturies. Está integrada por archivos de fotógrafos profesionales y aficionados, colecciones familiares y fotografías sueltas realizadas por asturianos o foráneos que trabajaron en Asturias o tuvieron relación con ella. Desde 1992 hasta hoy los fondos fotográficos del Muséu del Pueblu d'Asturies se han venido incrementando y enriqueciendo mediante compras, donaciones o depósitos realizados por los propios fotógrafos, sus familias o gracias a la colaboración de distintas personas, instituciones o empresas. Estos cientos de miles de imágenes se encuentran distribuidos por fondos y colecciones.  El conjunto de todos ellos refleja cómo eran los asturianos, su forma de vida, sus pueblos y ciudades y la evolución que la sociedad asturiana experimentó desde 1850 hasta nuestros días, constituyendo un testimonio gráfico indispensable para conocer nuestro pasado.

#### Fondos
En la clasificación adoptada por la Fototeca de Asturias tienen la consideración de fondos aquellos conjuntos fotográficos que presenten una integridad documental en sí mismos, por su pertenencia o vinculación a una persona, familia, entidad o institución. Entre dichos fondos los hay tanto de fotógrafos profesionales (Constantino Suárez, Julio Peinado, Laureano Vinck, Modesto Montoto, Valentín Vega,...) o aficionados (Miguel Rojo Borbolla, Félix Hatre, José Ramón Lueje, Francisco Ruiz Tilve...), como personales , de familias y archivos de periódicos (El Progreso de Asturias, La Voz de Asturias).

#### Colecciones
Reciben la consideración de colecciones aquellos conjuntos fotográficos que no integran un fondo. En ese caso las imágenes se agrupan en razón del soporte, las características técnicas o su temática (álbumes de fotografías, tarjetas postales de Gijón, tarjetas postales de Asturias, asturianos en América, post mortem, etc.). Estas colecciones se exponen en ocasiones en espacios diferentes al propio museo.  

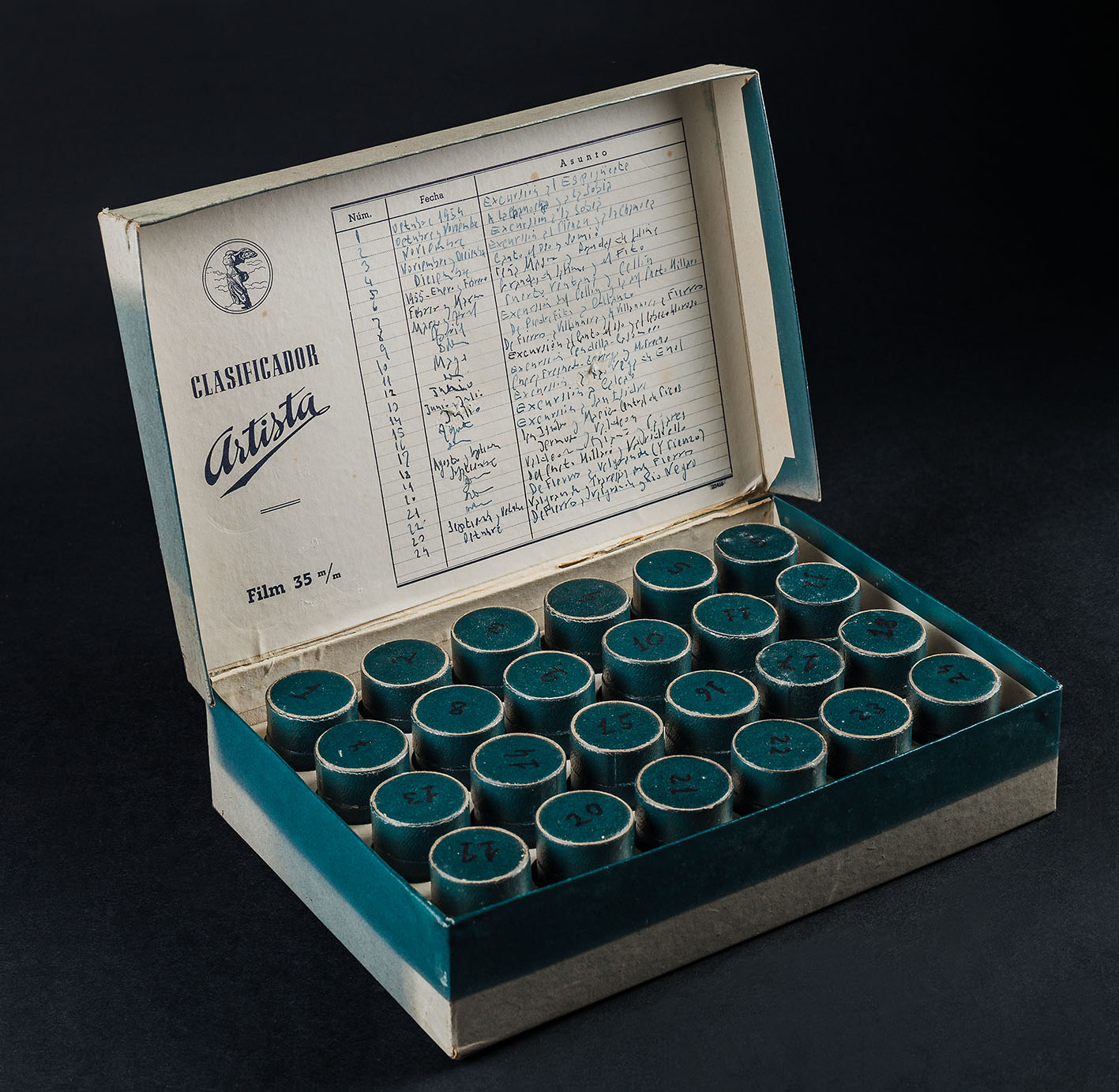
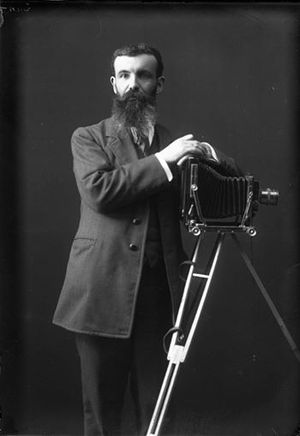
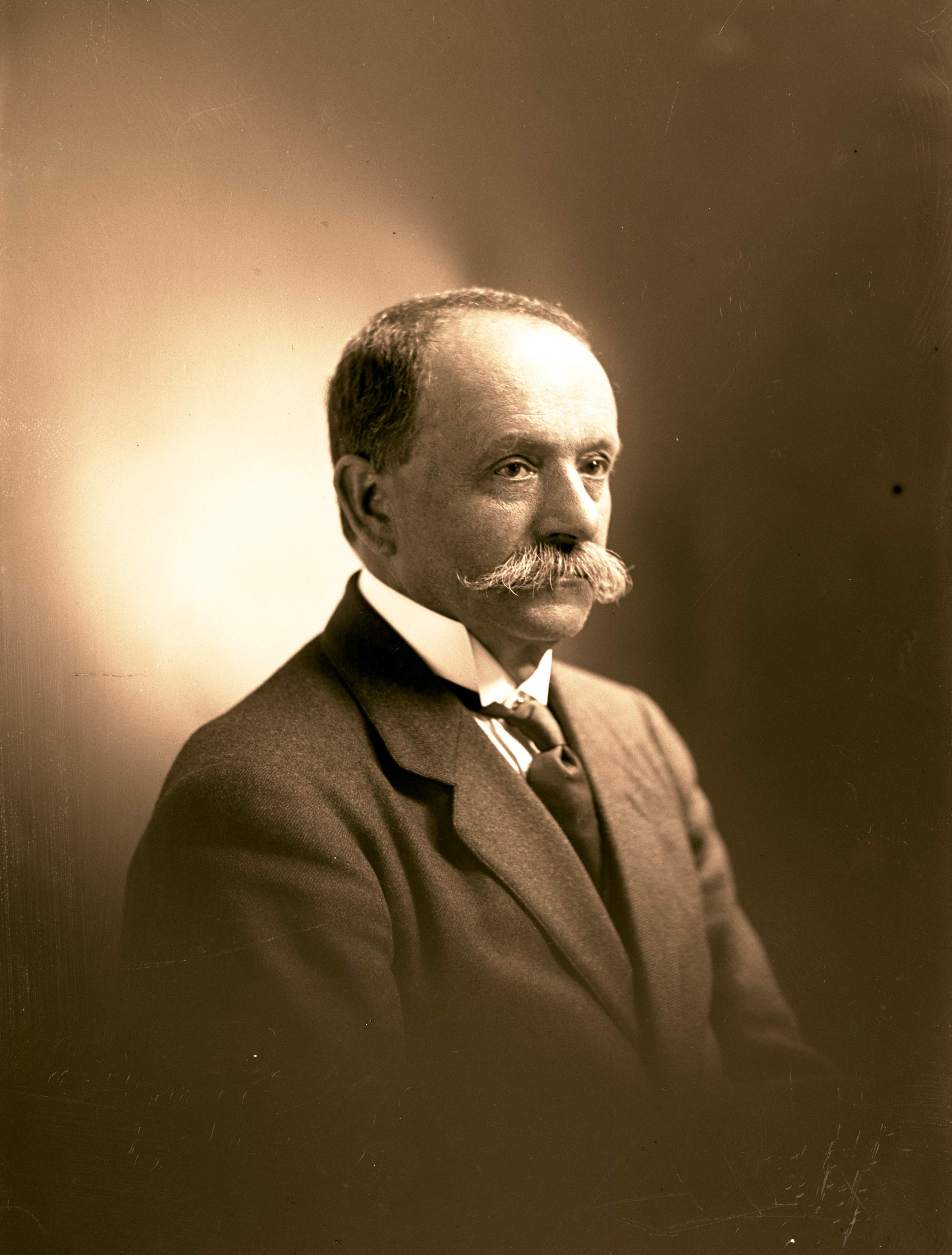
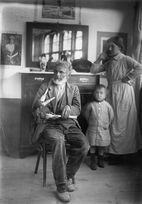
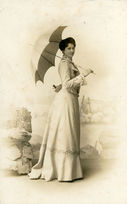

### Colección documental
La colección de documentos del museo está integrada por materiales de diversa procedencia y tipología:
- Fondo de documentos personales y familiares. Está formado por los siguientes apartados:

- Archivos de casas nobles y de campesinos. Archivo del marqués de Ferrera (siglos XVI-XIX), archivo del marqués de Cienfuegos (siglos XIX-XX), archivo de la familia Sampil (siglos XVIII-XIX) y varios archivos de casas campesinas.
- Correspondencias familiares. Correspondencias relativas a la Guerra Civil. Correspondencias de emigrantes asturianos a América durante los siglos XIX y XX.
- Archivos personales. Archivos de escritores como Emilio Pendás Trelles (1877-1966), Gabino Muñiz,“Manín de la Llosa” (Avilés, 1884-1966), y León Castillo (1889-1954).

- Fondo de industrias y comercios. Entre los abundantes fondos de esta sección cabe destacar el archivo de Blas y Ladislao Menéndez, de Salas (siglos XIX y XX); el archivo de un almacén de paquetería de Oviedo (1874-1945); el archivo del comercio y casa de banca “Casa Argüelles”, de Proaza (1866-1967); el archivo de la Sastrería Sobrado, de Llanes (1844-1992), el archivo de Casa Santa Eulalia, de Boal (1847-1971), propietaria entre otros negocios del Teatro-Cine Helenias; el archivo de la fábrica de mantequilla y sidra champaña de Antonino Arias, de Corias de Pravia (1922-1924); libros de recetas de una farmacia de Avilés (1891-1961), y una numerosa colección de catálogos de comercios e industrias asturianas, españolas y extranjeras.
- Fondo gráfico. En este apartado se encuentran numerosos documentos gráficos y comerciales, carteles, grabados, facturas, dibujos y caricaturas, acuarelas, pegatinas, mapas y planos, álbumes de cromos, tarjetas postales, calendarios y almanaques, etiquetas y envases, etc., así como un importante fondo de tema religioso que incluye recordatorios, estampas, esquelas, etc.

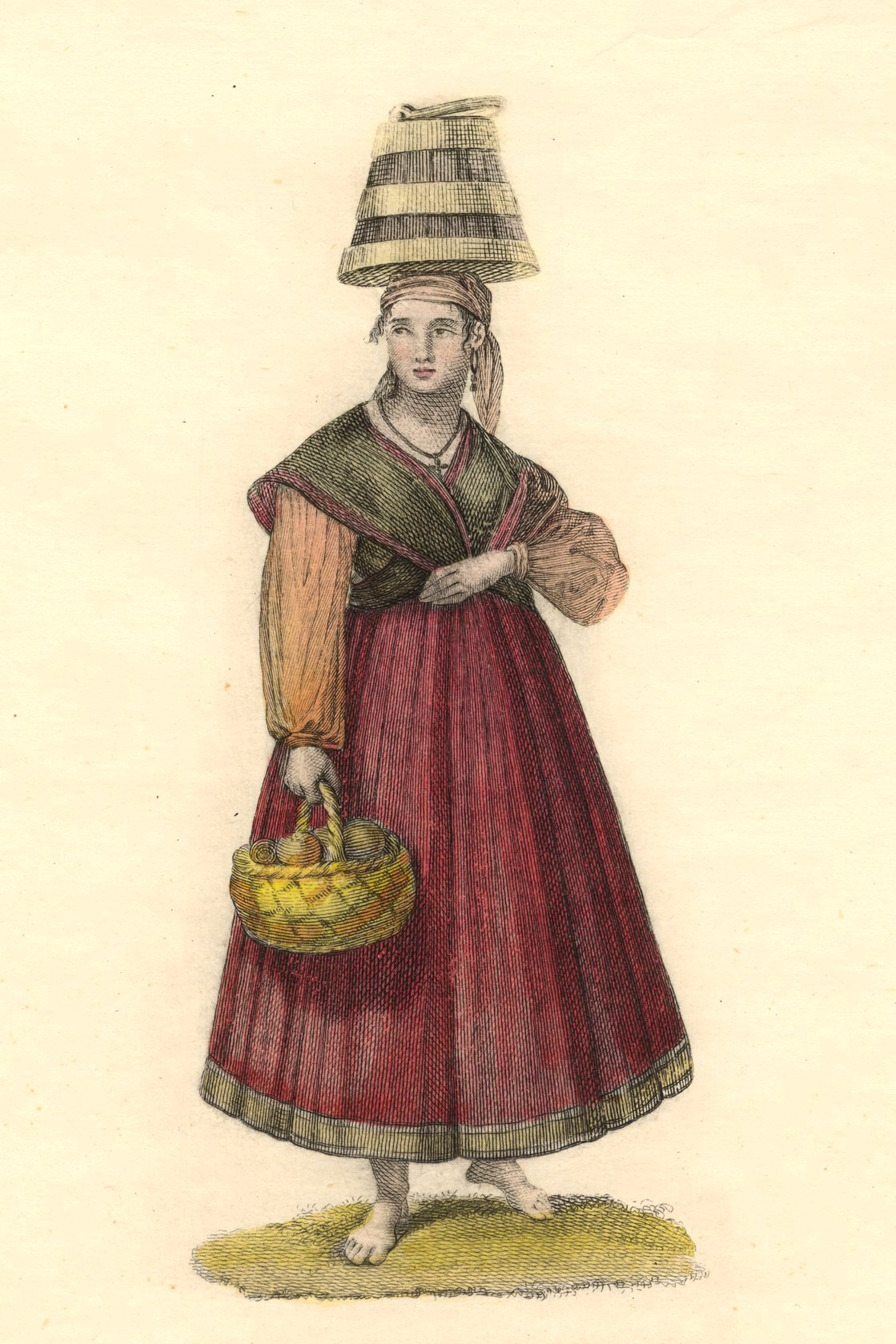
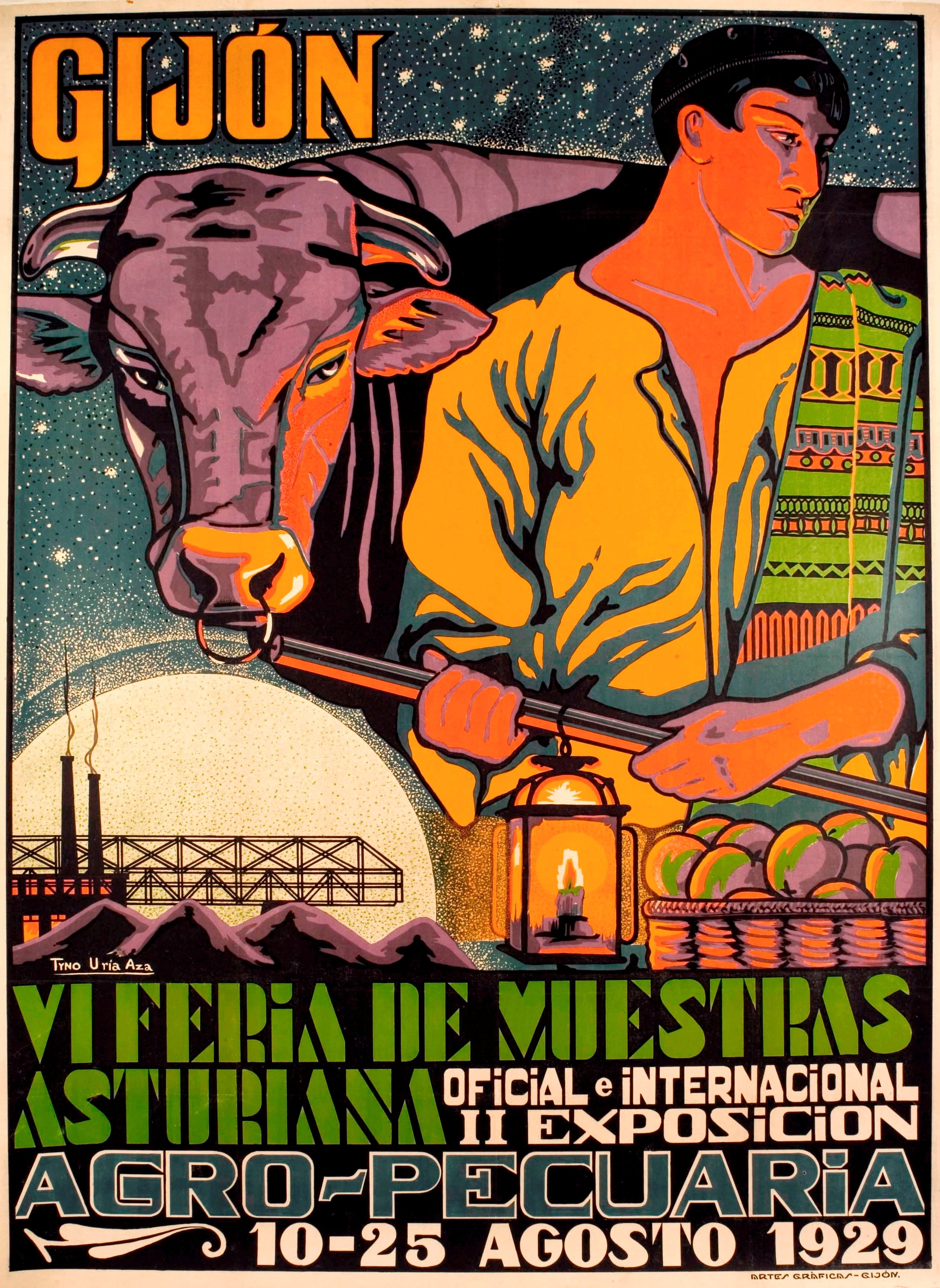
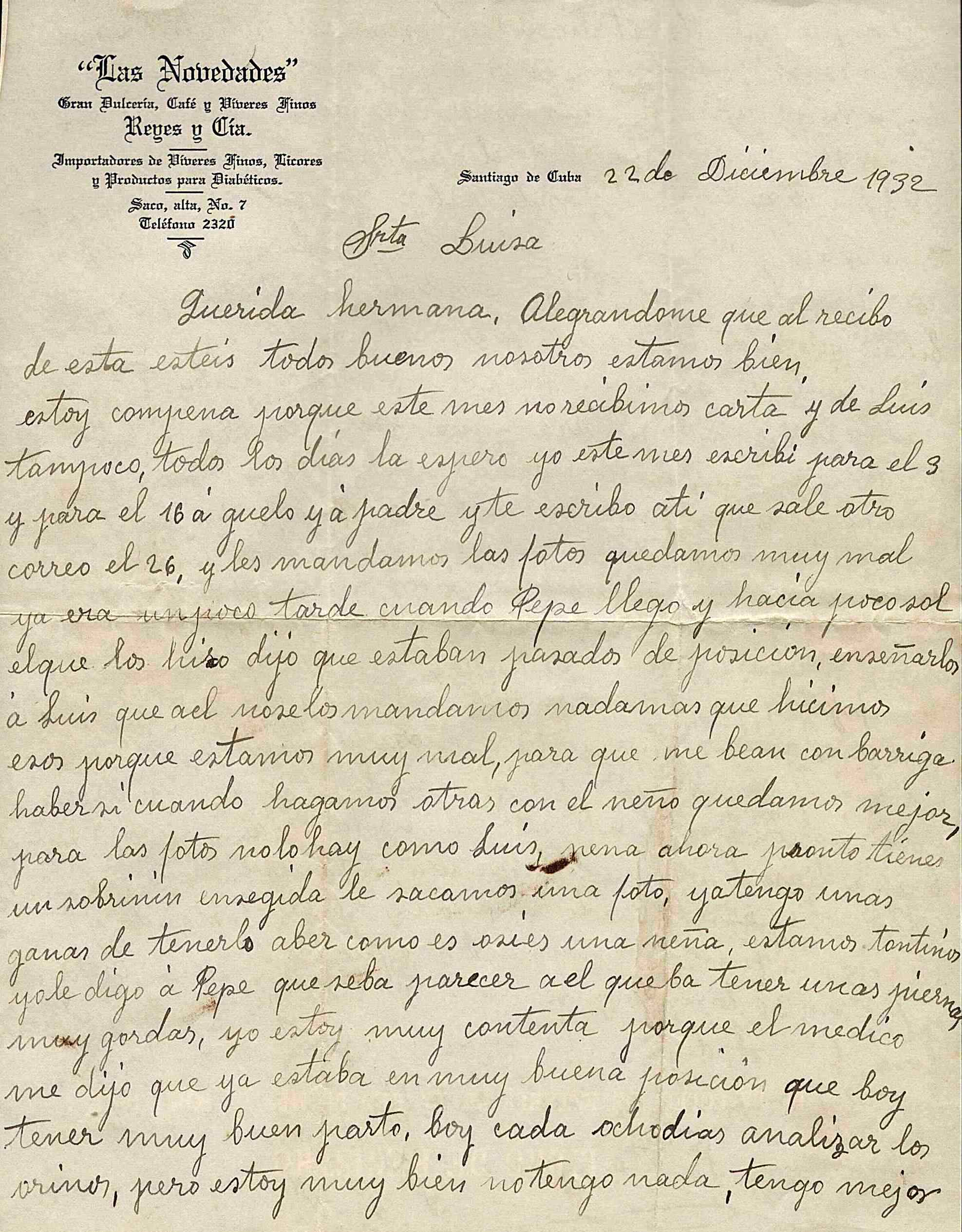
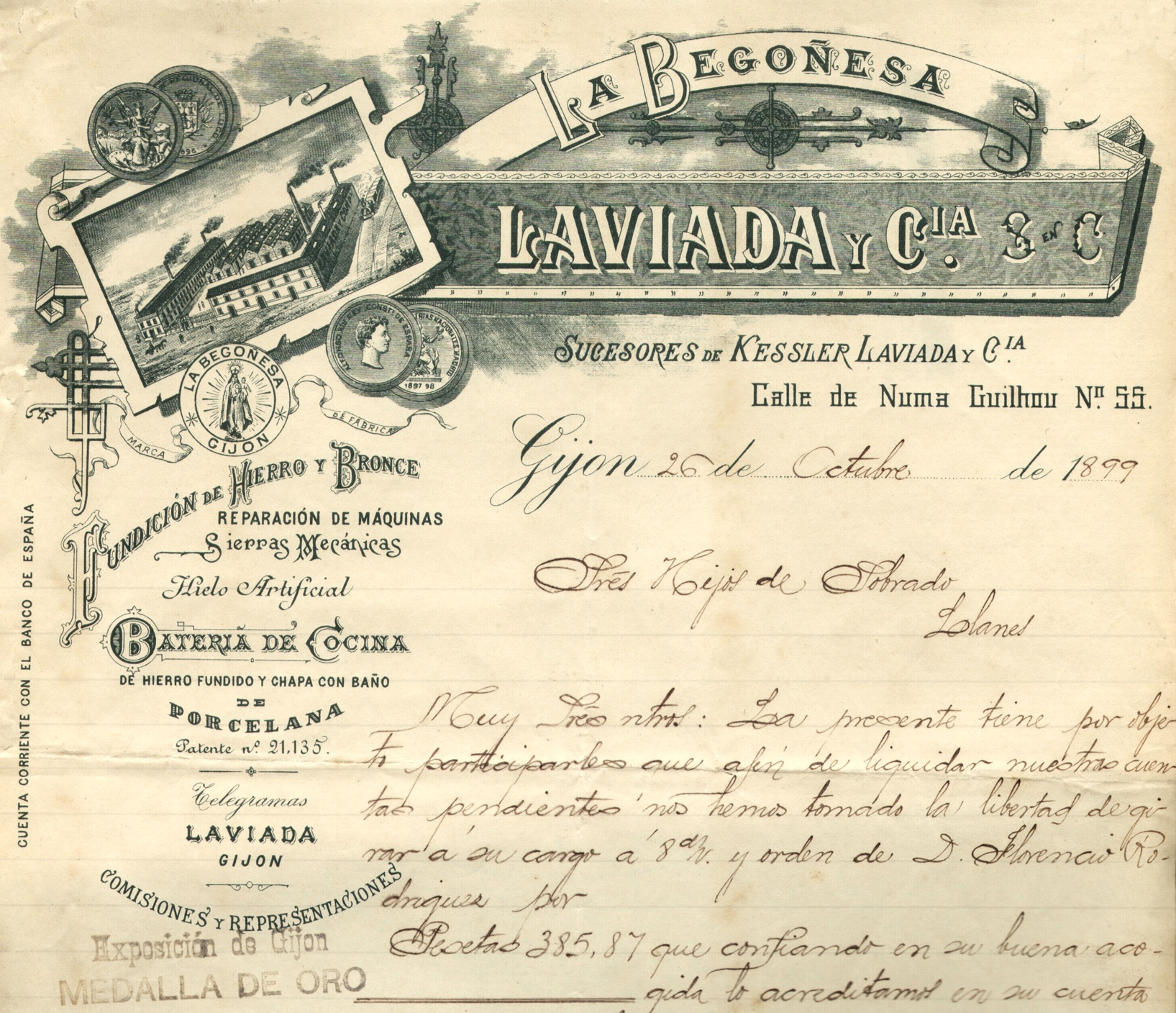
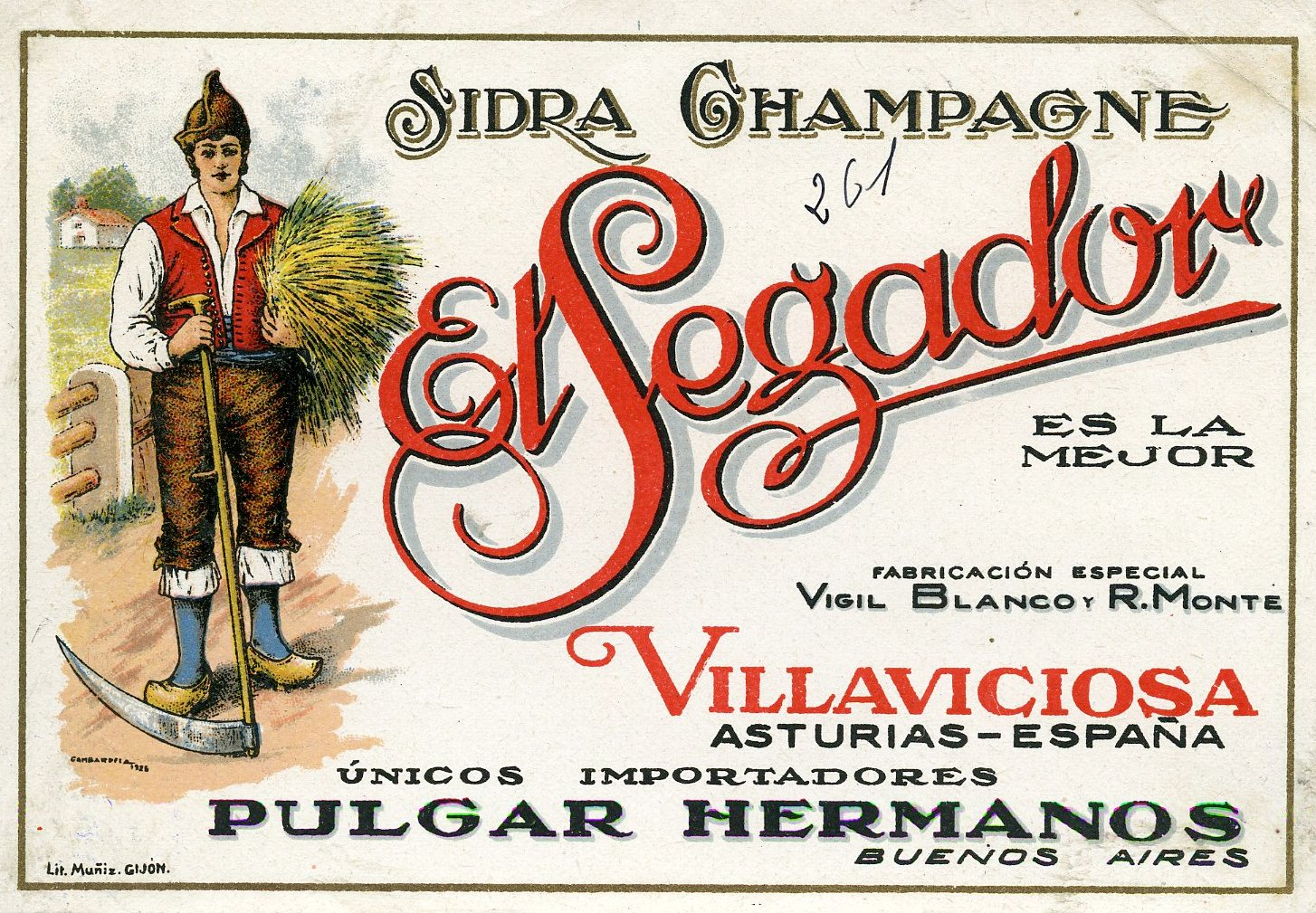

### Archivo de la Tradición Oral
Después de una vinculación transitoria al Museo del Pueblo de Asturias, el Archivo de la Tradición Oral se ha desvinculado del Museo para integrarse como cátedra universitaria en el marco de la Universidad de Oviedo.